# Bantayan Baru
Bantayan Baru is een bestuurslaag in het regentschap Rokan Hilir van de provincie Riau, Indonesië. Bantayan Baru telt 1750 inwoners (volkstelling 2010).